# 沙法爾

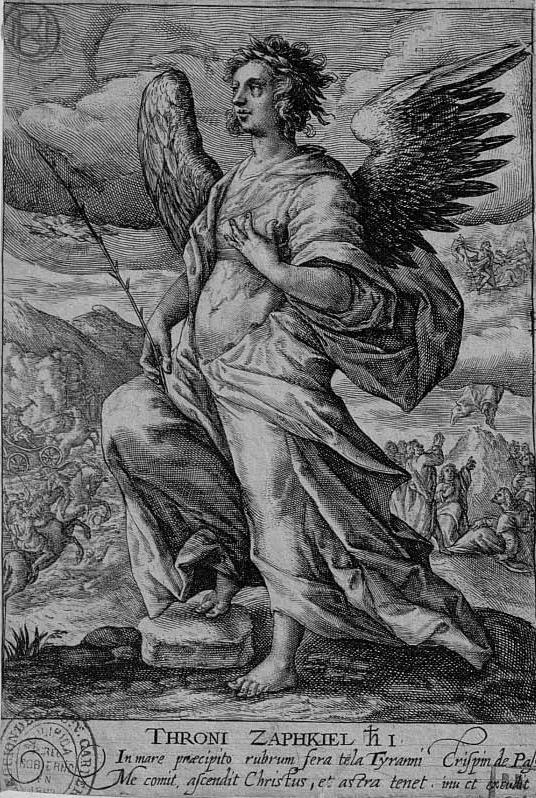
座天使沙法爾雕版畫，1575年。

沙法爾，相傳是猶太教中的天使之一，有時也叫紮法爾（Tzaphkiel）、尤菲爾（Zophiel）或亞夫結（Japhkiel）。名稱意為「神的守護者」、「神的監視者」、「神的意志」或「神的智慧」。
祂是生命之樹——理解（Binah）的守護天使，也同時是座天使的指導者，相傳身份和智天使約斐爾（Jophiel）經常混淆。

## 大眾文化
- 輕小說《約會大作戰》——精靈〈夢魘〉時崎狂三的天使〈刻刻帝〉。